# José Ferreira Borges

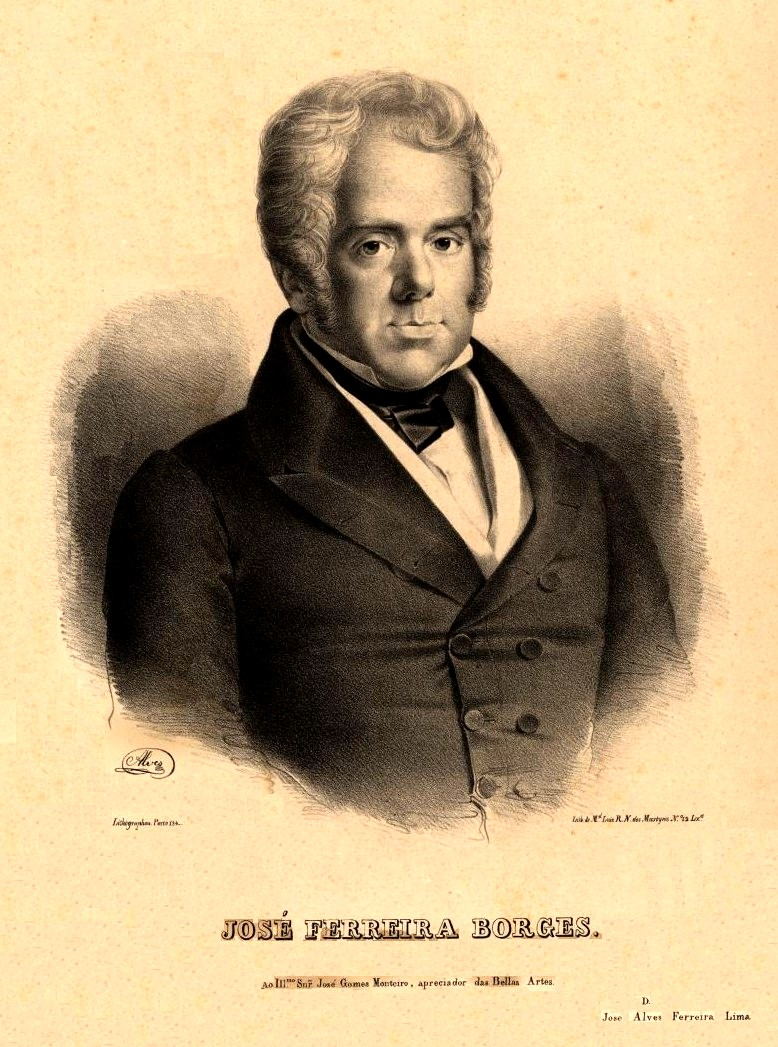
José Ferreira Borges

José Ferreira Borges (Oporto, 8 de junio de 1786 - ibíd., 14 de noviembre de 1838) fue un jurista, economista y político portugués, formado en Cánones por la Universidad de Coímbra. Es conocido principalmente por ser el autor principal del primer código de comercio portugués, llamado popularmente el Código Ferreira Borges, que fue promulgado en 1833 y tuvo una vigencia de 60 años.
Fue secretario de la Compañía de Vinos de Alto Duero, miembro de la Junta Provisional de 1820, abogado en la ciudad de Oporto y diputado en las Cortes Constituyentes de 1821. Perteneció al Sinédrio do Porto. También ejerció el cargo de juez del Tribunal de Comercio de Lisboa.
Fue autor de numerosas obras sobre temas económico-financieros y políticos, entre ellas Princípios de Syntetologia (1831), Instituições de economia política (1834), Instituições de direito cambial (1844) y Do Banco de Lisboa (1827). Vivió en Londres entre 1823 y 1827 y fue miembro activo de la masonería.

## Obras publicadas

Synopsis jurídica do contracto, 1830 (Milano, Fondazione Mansutti).

- Dicionário Jurídico-Comercial, Oporto, 1856.
- Direito cambial português e letras de câmbio, Edições Conhecimentos Úteis, Lisboa, 1844.
- Observacoens sobre um opusculo intitulado 'Parecer de dous conselheiros da Coroa Constitucional sobre os meios de restaurar o governo representativo em Portugal' , Bingham, Londres, 1832.
- Revista crítica da segunda edicção do opusculo: 'Parecer de dous concelheiros de coroa constitucional sobre os meios de se resaurar o governo representativo em Portugal' , R. Greenlaw, Londres, 1832.
- Representação de conselheiro d'estado honorário José Ferreira Borges, Lisboa 1836.
- Memoria en refutação do relatório e decretos do ministro das justiças, o rev. Antonio Manoel Lopez Vieira de Castro, na parte relativa a administraçãao commercial pelo author de código, Lisboa 1837.
- Exame crítico do valor político das expressões soberania do pove, e soberania das cortes: e outro sim das bases da organisação do poder legislativo no systema representtativo, e da sanção do rei, Typografia Transmontana, Lisboa, 1837.
- Defeza da legislaçao contida nos artigos 115 e 116 do código do processo commercial portuguez, ou demonstração do que é hoje o recurso de revista segundo as cathegorias do Poder judicial marcadas na carta constitucional da monarchia portugueza, Galhardo e Irmãos, Lisboa, 1836.
- Das fontes, especialidade, e excellencia da administração commercial segundo o codigo commercial portuguez, Lisboa, 1844.
- Princípios de Syntetologia, Londres, 1831;
- Instituições de economia política, Lisboa, 1834;
- Instituições de direito cambial, Lisboa, 1844;
- Do Banco de Lisboa, Oporto, 1827;
- Instituições de Medicina Forense, París, 1832;
- Cartilha do Cidadão Constitucional, dedicada à mocidade portugueza, Londres, 1832.